# Frank Tiesler
Frank Tiesler (* 20. April 1938 in Dresden; † 24. Juni 2021 ebenda) war ein deutscher Ethnologe und Politiker (DSU).

## Leben und Beruf
Nach dem Schulbesuch absolvierte Tiesler eine Mechanikerlehre. Aus dem anschließenden Wehrdienst wurde er in Unehren entlassen, da er Kameraden zur geschlossenen Befehlsverweigerung aufgerufen hatte. Nach seiner Entlassung absolvierte er eine Ausbildung als Forstvermesser. Von 1961 bis 1965 studierte Tiesler Völkerkunde an der Humboldt-Universität Berlin. Er schloss das Studium als Diplom-Ethnologe ab. 1974 wurde er mit der Arbeit Besiedlungsgeschichte und Stilprovinzen in Nord-Neuguinea zum Dr. phil. promoviert. Im selben Jahr wurde er wissenschaftlicher Abteilungsleiter am Museum für Völkerkunde Dresden. Ab 1990 war er dort bis zu seiner Pensionierung Kurator.

## Politik
Tiesler trat im Januar 1990 in die DSU ein und wurde im März 1990 im Wahlkreis Dresden in die Volkskammer gewählt. Von Mai bis Oktober 1990 war er Parlamentarischer Staatssekretär im Außenministerium der DDR. Am 21. Juni 1990 lehnte er gemeinsam mit fünf weiteren DSU-Fraktionsmitgliedern die Zustimmung zur „Gemeinsamen Entschließung von Bundestag und Volkskammer zur polnischen Westgrenze“ ab, woraufhin ihn Außenminister Markus Meckel entlassen wollte, was Ministerpräsident Lothar de Maizière jedoch ablehnte. Im Oktober 1990 gehörte er zu den 144 Abgeordneten, die von der Volkskammer in den Bundestag entsandt wurden. Dem Bundestag gehörte er bis zum Ende der Wahlperiode im Dezember 1990 an und war dort Gast der CDU/CSU-Fraktion.